# Гигантские каменные головы ольмеков

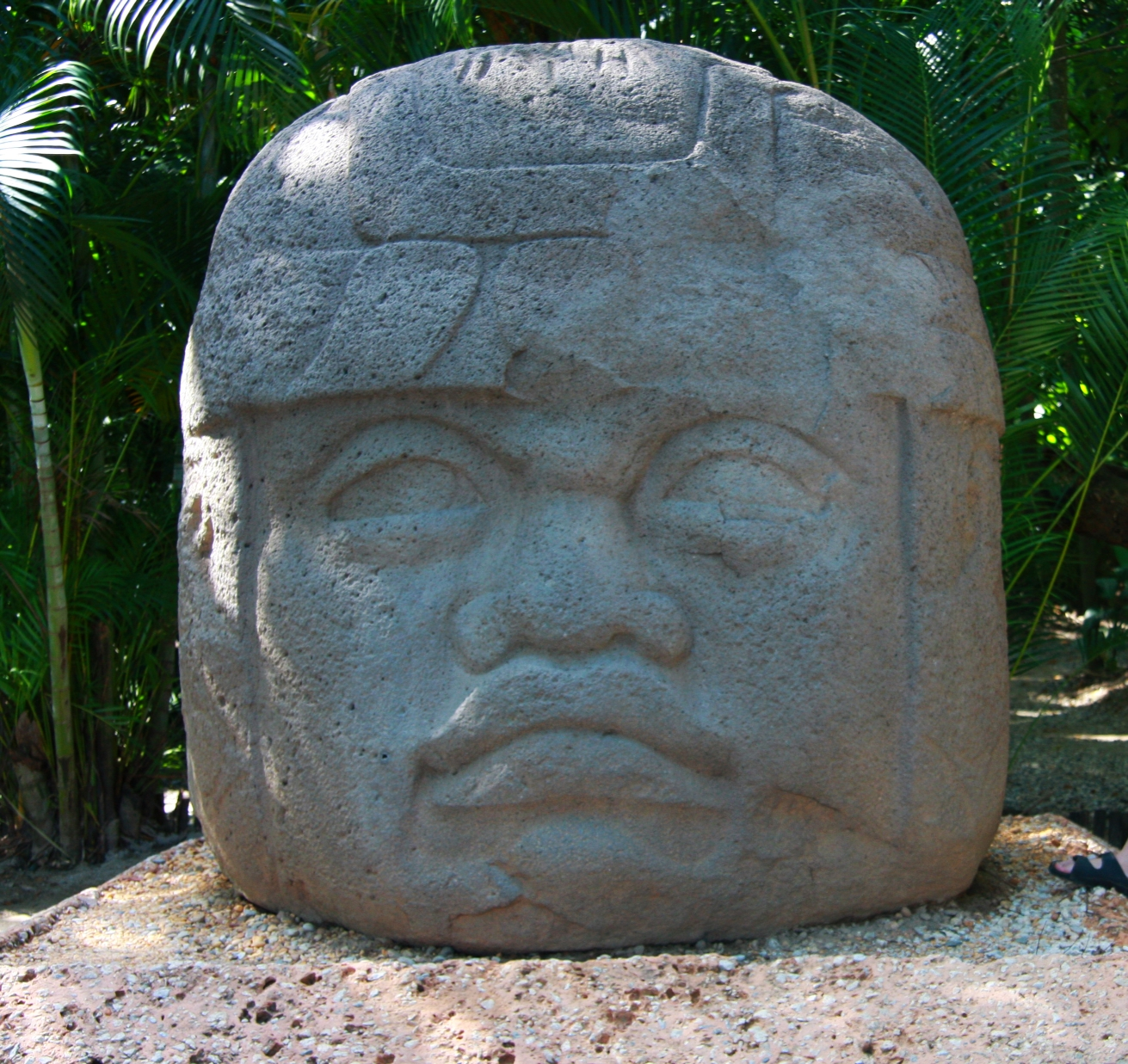

Гигантские каменные головы ольмеков — как минимум семнадцать монументальных каменных скульптур в виде человеческих голов, сделанных из крупных базальтовых валунов. Возраст изваяний датируется по меньшей мере до 900 года до н. э., а сами они считаются отличительным атрибутом древней мезоамериканской цивилизации ольмеков. Все скульптуры изображают головы зрелых мужчин с мясистыми щеками, плоскими носами и небольшим косоглазием; их физические характеристики соответствуют типу внешности, который до нынешнего времени широко распространён среди жителей Табаско и Веракруса. Задние части памятников часто плоские. Валуны были привезены из веракрусских гор Сьерра-де-лос-Тукстлас. Учитывая, что плиты из камня, используемые при их создании, были очень большими, но при этом были перемещены на большие расстояния, что требовало значительных человеческих усилий и ресурсов, было выдвинуто предположение, что памятники представляют собой скульптурные портреты отдельных выдающихся ольмекских правителей. Каждая из известных скульптур-голов имеет характерный головной убор. Головы в крупных городских центрах цивилизации ольмеков расположены по-разному: в линию или группами, — но методы и средства, использовавшиеся для перевозки камня к этим местам, остаются неясными.
Открытие гигантских каменных голов у Трес-Сапотес в XIX веке дало толчок к первым археологическим исследованиям культуры ольмеков Мэтью Стирлингом в 1938 году. На сегодняшний день известно семнадцать подтверждённых образцов в четырёх центрах «страны ольмеков» на побережье Мексиканского залива в Мексике. Большинство гигантских голов были сделаны из сферических валунов, но две из Сан-Лоренцо-Теночтитлан были вновь вырезаны из массивных каменных тронов. Кроме того, существует памятник в Такалик-Абахе в Гватемале, представляющий собой трон, который, возможно, были вырезан из гигантской головы. Это единственный известный их образец вне территории «страны ольмеков».
Определить возраст памятников по-прежнему трудно, поскольку многие из них были перемещены со своих первоначальных мест размещения до начала археологических изысканий. Большинство голов были датированы ранним доклассическим периодом (1500—1000 до н. э.), некоторые — средним доклассическим (1000—400 до н. э.). Самая маленькая из голов весит 6 тонн, в то время как самая большая, по разным оценкам, — от 40 до 50 тонн, хотя она была заброшена своими создателями и осталась стоять незаконченной непосредственно у использовавшейся для её создания каменоломни.